# Turčok
Turčok es un municipio situado en el distrito de Revúca, en la región de Banská Bystrica, Eslovaquia. Tiene una población estimada, en noviembre de 2023, de 276 habitantes.
Está ubicado al este de la región, en la cuenca hidrográfica del río Sajó —un afluente derecho del río Tisza— y cerca de la frontera con la región de Košice.

## Demografía
| Año        | 1994 | 2004    | 2014     | 2024    |
| ---------- | ---- | ------- | -------- | ------- |
| Población  | 230  | 239     | 274      | 278     |
| Diferencia |      | +3,91 % | +14,64 % | +1,45 % |

| Año        | 2023 | 2024    |
| ---------- | ---- | ------- |
| Población  | 275  | 278     |
| Diferencia |      | +1,09 % |